# McLaren P1
La McLaren P1 è un'autovettura sportiva ad alimentazione ibrida sviluppata dalla McLaren e presentata nel 2013 presso il Salone dell'automobile di Ginevra, prodotta fino al 2015.

## Introduzione
Con il ritorno nel 2011 della McLaren nel campo delle vetture stradali (settore in cui non era più presente dal 1998, dall'uscita di produzione della F1) con la MP4-12C, è stato inaugurato un nuovo corso progettuale basato, tra le varie innovazioni, sull'utilizzo del motore turbocompresso. Così, nel marzo del 2013 è stata presentata la McLaren P1, vettura ad alte prestazioni che si colloca nel gradino sopra alla "piccola" McLaren MP4-12C. Tra le caratteristiche inedite di questa vettura vanno citate l'utilizzo di un sistema ibrido di propulsione, oltre che l'implementazione di tecnologie direttamente derivate dall'esperienza McLaren in Formula 1.

## Tecnica

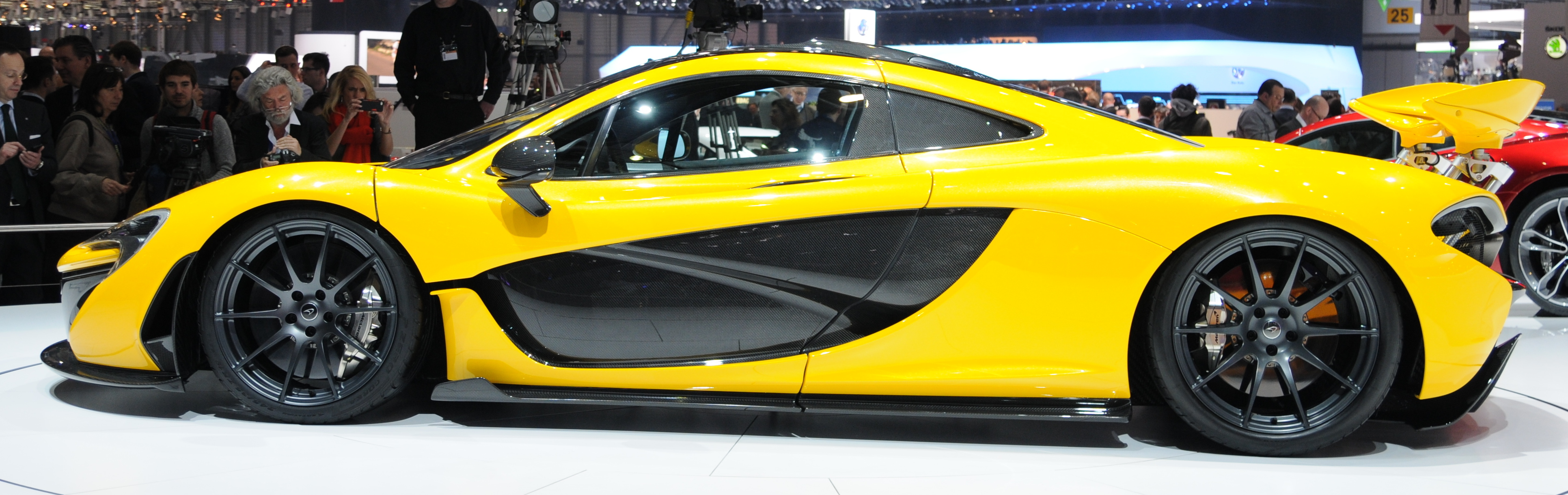
Vista laterale di una P1 al Salone di Ginevra del 2013

Meccanicamente la vettura (di cui sono stati prodotti 375 esemplari) si presenta come un'auto a propulsione ibrida in cui il movimento è assicurato da un motore termico V8 biturbo, evoluzione di quello presente sulla McLaren MP4-12C, della potenza di 737 CV (o 542 kW) abbinato a un motore elettrico da 179 CV (o 132 kW), per una potenza totale combinata di 916 CV (o 674 kW); mentre, per quanto riguarda la coppia motrice massima, il motore a combustione interna dispone di 720 Nm e quello elettrico di 260 Nm, per una coppia totale combinata di 980 Nm. 
Grazie a questa unità propulsiva ibrida, la P1 è in grado di raggiungere una velocità massima di 350 km/h autolimitati elettronicamente (senza limitatore, la velocità massima è di circa 400 km/h), con uno scatto da 0 a 100 in 2,8 secondi, da 0 a 200 in 6,8 secondi e da 0 a 300 in 16,5 secondi.
Ciò è possibile tramite un sistema ibrido che combina diverse tecnologie, il sistema iPAS (Instant Power Assist System), il KERS e il DRS. Il peso totale di questo sistema complesso è di circa 96 kg.
Le batterie gestite da questo sistema sono divise in 6 moduli con 56 celle ciascuno e hanno una durata prevista di 10 anni. Queste possono essere ricaricate tramite la normale rete elettrica o tramite il propulsore V8. La trazione è posteriore, abbinata a un cambio a tripla frizione (tradizionale cambio a doppia frizione con l'aggiunta di una terza frizione per gestire le interazioni tra il motore endotermico e le unità elettriche) con sette velocità. Tra la strumentazione di bordo si trovano l'aria condizionata, il navigatore satellitare e l'impianto audio.

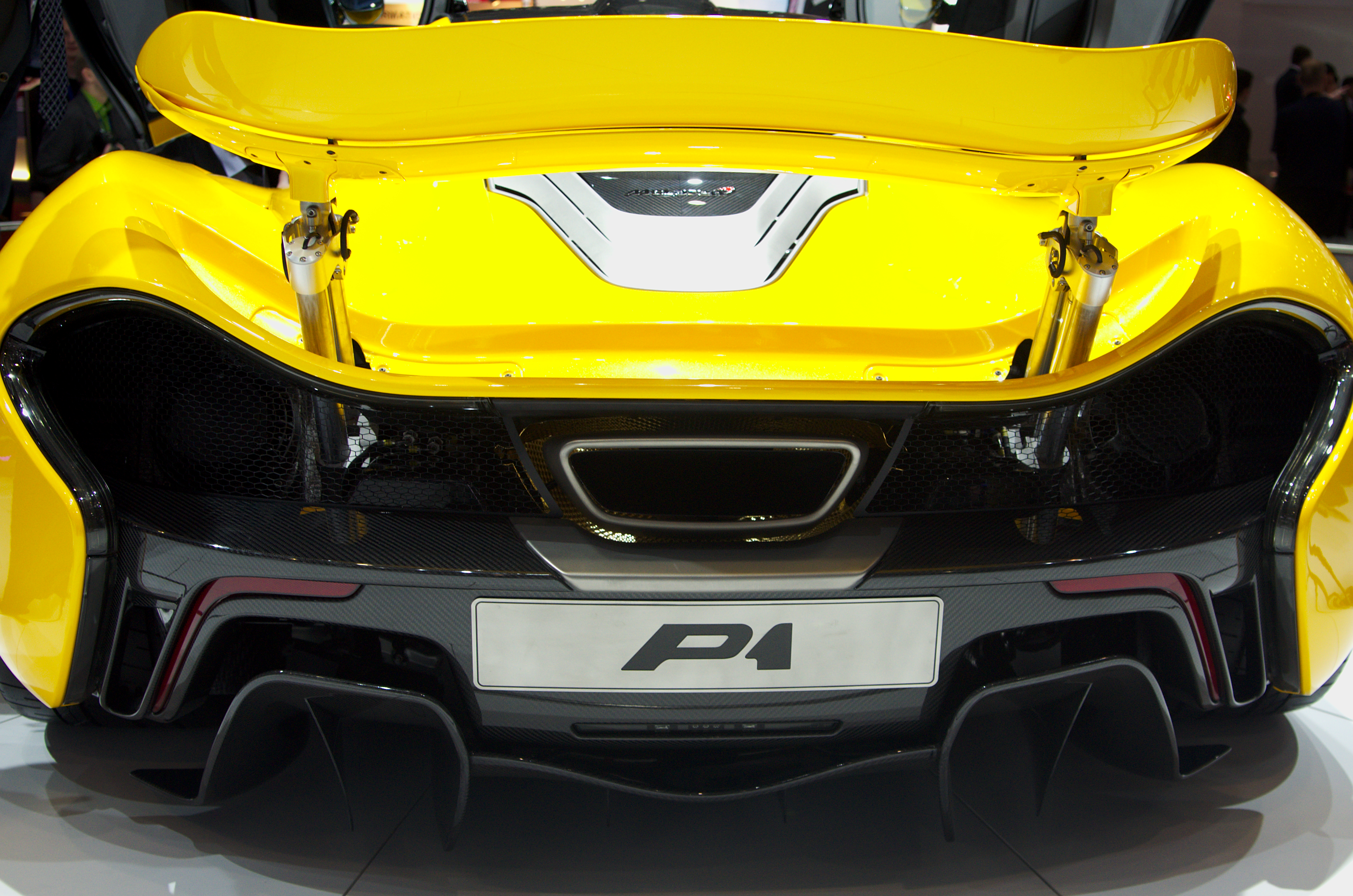
Vista posteriore della P1; notare la grande ala mobile posteriore.

Il telaio si presenta come una monoscocca denominata MonoCage, la quale implementa anche le prese d'aria e il tetto. Tale telaio, che offre un valore di rigidezza pari a 5000 gigapascal, pesa in tutto 90 kg, garantendo leggerezza alla totalità del veicolo. Altre soluzioni adottate per diminuire il peso sono state l'impiego di fibra di carbonio senza lo strato superficiale di resina per la realizzazione degli interni e l'inserimento di un parabrezza più leggero di 3,5 kg rispetto alla MP4-12. L'impianto frenante è composto da quattro freni a disco carboceramici rivestiti in carburo di silicio, il quale permette una forza di frenata pari a 2 g, gestiti dal sistema Brake Steer System, il quale, giungendo in una curva ad alta velocità, permette di calibrare la forza frenante sui vari dischi. Su questa vettura è stato installato il sistema Drag Reduction System utilizzato dalle vetture di Formula 1.
Nei primi giorni di dicembre del 2015 l'ultimo esemplare esce dalla fabbrica di Woking. La produzione giunge al termine.

## Altre versioni

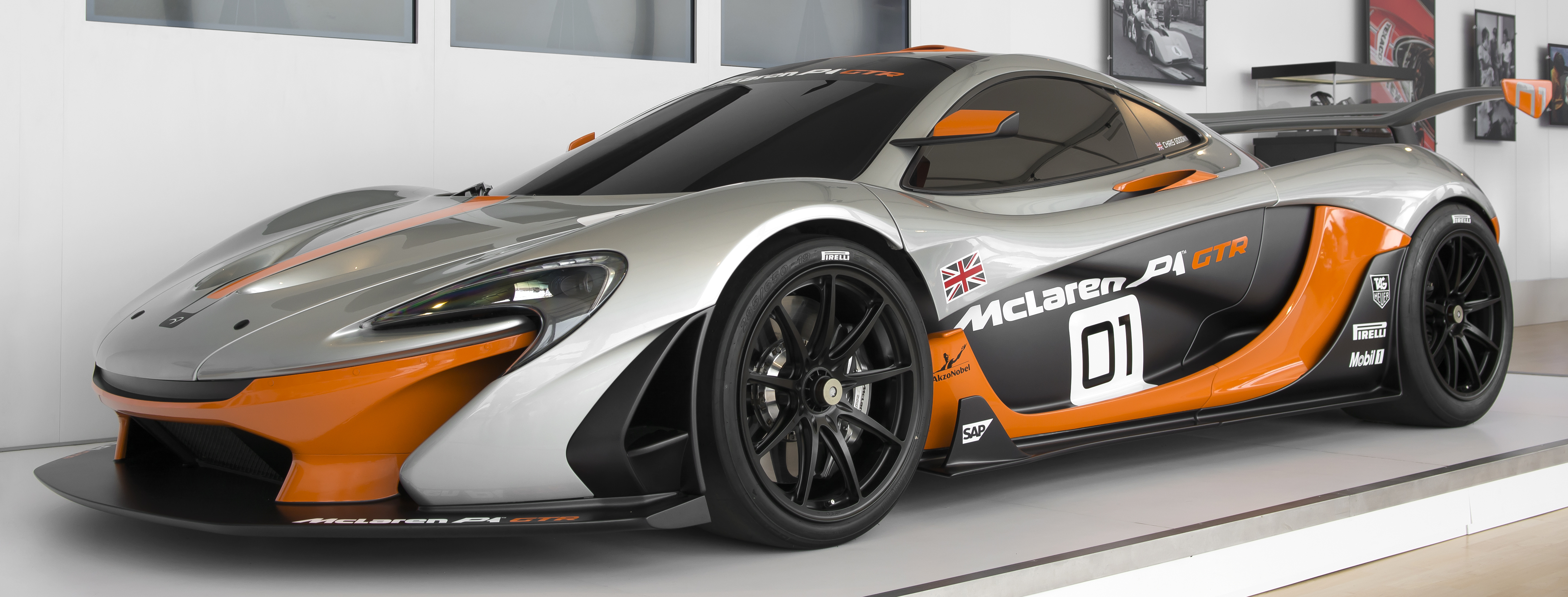
McLaren P1 GTR

### P1 GTR
Nel 2015 ha debuttato la P1 GTR, versione destinata al solo utilizzo su pista. Venduta a un prezzo di circa 2,5 milioni di euro, il nome trae ispirazione dalla F1 GTR degli anni 1990, prima vettura di questo tipo realizzata dalla casa britannica. Monta lo stesso V8 della versione stradale ma capace qui di sviluppare 1000 CV: il propulsore endotermico raggiunge ora 800 CV, da sommare ai 200 CV delle unità elettriche. Il peso della vettura diminuisce invece di 50 kg rispetto alla versione stradale.
Importanti sono i cambiamenti riguardanti l'assetto e l'aerodinamica della vettura: la carreggiata anteriore è di 80 mm più larga, l'altezza dal suolo viene ribassata di 50 mm e l'alettone posteriore rimane fisso a 400 mm dal corpo vettura, mantenendo però la funzione DRS azionabile dal pilota, con la possibilità di inclinazione di una specifica appendice posteriore fino all'angolazione di 32°. La P1 GTR è equipaggiata con pneumatici di tipo slick sviluppati in collaborazione con Pirelli.

### P1 LM

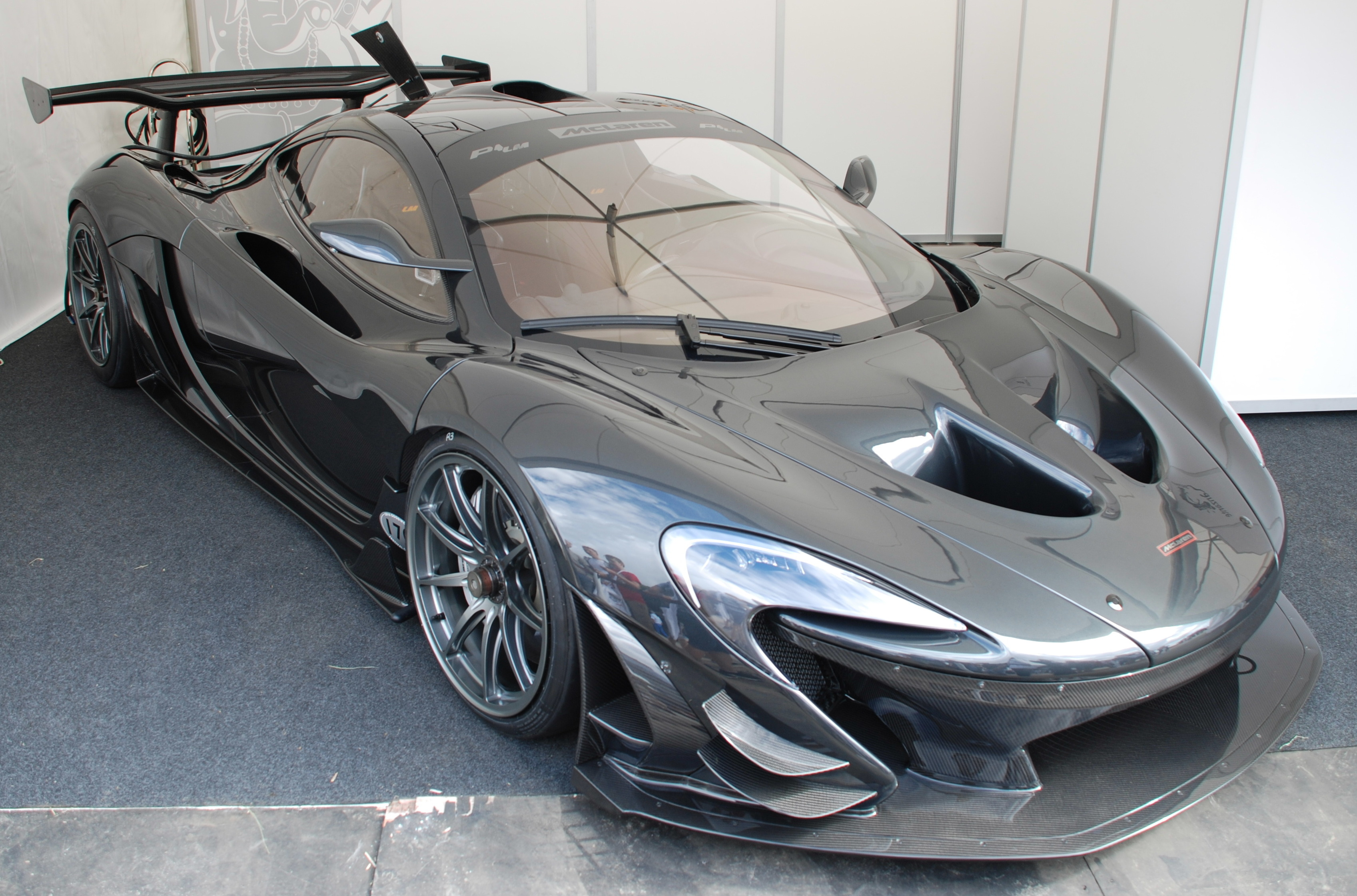
McLaren P1 LM al Goodwood Festival of Speed del 2016

I proprietari di una P1 GTR sono stati in grado di convertire la loro auto da corsa in versione stradale attraverso lo sviluppo di un pacchetto aftermarket realizzato dalla Lanzante Motorsport. Spinto dagli sforzi della Lanzante, la McLaren ha autorizzato la costruzione di altri cinque esemplari delle nuove auto (più un prototipo) con specifiche identiche a quelle della GTR, lasciando a Lanzante l'onere della loro costruzione. In queste sei vetture per risparmiare peso è stato rimosso il sistema pneumatico di sollevamento presente invece sulla GTR, dotandola di bulloni in titanio, montando un nuovo scarico, sono stati aggiunti dei sedili alleggeriti e sono stati montati finestrini in Lexan, mentre per il vano motore sono stati usati degli appositi rivestimenti isolanti in oro per gestire le elevate temperature di esercizio; in totale sono stati risparmiati 60 kg rispetto alla P1 GTR e 110 kg rispetto alla P1 stradale. Negli interni sono presenti speciali finiture in Alcantara e fibra di carbonio; inoltre è presente un nuovo volante derivato da quello della MP4/23, monoposto di Formula 1 della stagione 2008.
La potenza del motore è stata incrementata rispetto alla GTR grazie ad apposite modifiche al sistema di raffreddamento, incrementando così l'efficienza del propulsore che riesce ora a erogare 1.000 CV con benzina a 99 ottani. L'ala posteriore e lo splitter anteriore sono stati ridisegnati per produrre ulteriore deportanza aerodinamica, superiore del 40% rispetto alla GTR. Il costo della McLaren P1 LM si aggira sui 3 milioni di sterline (circa 3,83 milioni di euro), ovvero circa 1 milione di sterline in più rispetto alla P1 GTR.